# Кенд Хийт
Кенд Хийт (на английски: Canned Heat) е американски рок състав, образуван в Лос Анджелис през 1965 година. Изграждат се като интерпретатори на блус музика и като радетели за повишаване на интереса към този вид изкуство, както и към неговите първомайстори. В началото заедно работят блус ентусиастите Алън Уилсън и Боб Хайт, които решават името им да е Canned Heat Blues, по песен на Томи Джонсън (1928 г.). Музиката и светогледът на Кенд Хийт им носят голям брой следовници, а групата се установява като едни от най-добре познатите имена в хипи културата.
Имат участия в Монтерей и Удсток в края на 60-те години, които им отреждат световна слава в следния формат: Боб Хайт (вокалист), Алън Уилсън (китарист, хармоника и вокали), Хенри Вестин, а по-късно Харви Мендел (китара), Лари Тейлър (бас-китара) и Адолфо де ла Пара (барабани).
Кенд Хийт се появяват на много от големите музикални събития, като изпълняват блус стандарти и собствен материал. Две техни песни - Going Up the Country и On the Road Again, се превръщат в международни хитове. Going up the Country е римейк на Bull Doze Blues на Хенри Томас, записана в Луисвил, щата Кентъки, през 1927 година. On the Road Again е кавър версия на песен на Флойд Джоунс от 1953 г.
От началото на 70-те следват няколко промени в състава, като текущият вариант включва тримата живи членове от класическите години: де ла Пара (от 1967 г. в групата), Мендел и Тейлър. През 90-те и началото на 21 век, де ла Пара е единственият член, свирещ от 60-те насам. Той е автор и на книга за кариерата на групата. Лари Тейлър, който от време на време е в състава, е друг стар член от първите години на Кенд Хийт. Мендел, Уолтър Траут и Джуниър Уатсън свирят с групата в по-късните стадии. Британският блус новатор Джон Мейъл взима на работа някои от бившите членове на Кенд Хийт.